# 카시오 지즈원
카시오 지즈원 TYPE-L CAL21(일본어: ジーズワン タイプエル シーエーエル ニイチ)은 카시오가 출시한 스마트폰이다. 방수 기능을 지원하는 스마트폰이며, 대한민국에서는 LG유플러스로 출시되었다.

## 연혁
- 2012년 11월 : 제품 발표,출시  일본
- 2013년 3월 : 제품 출시  대한민국,  미국

## 사진

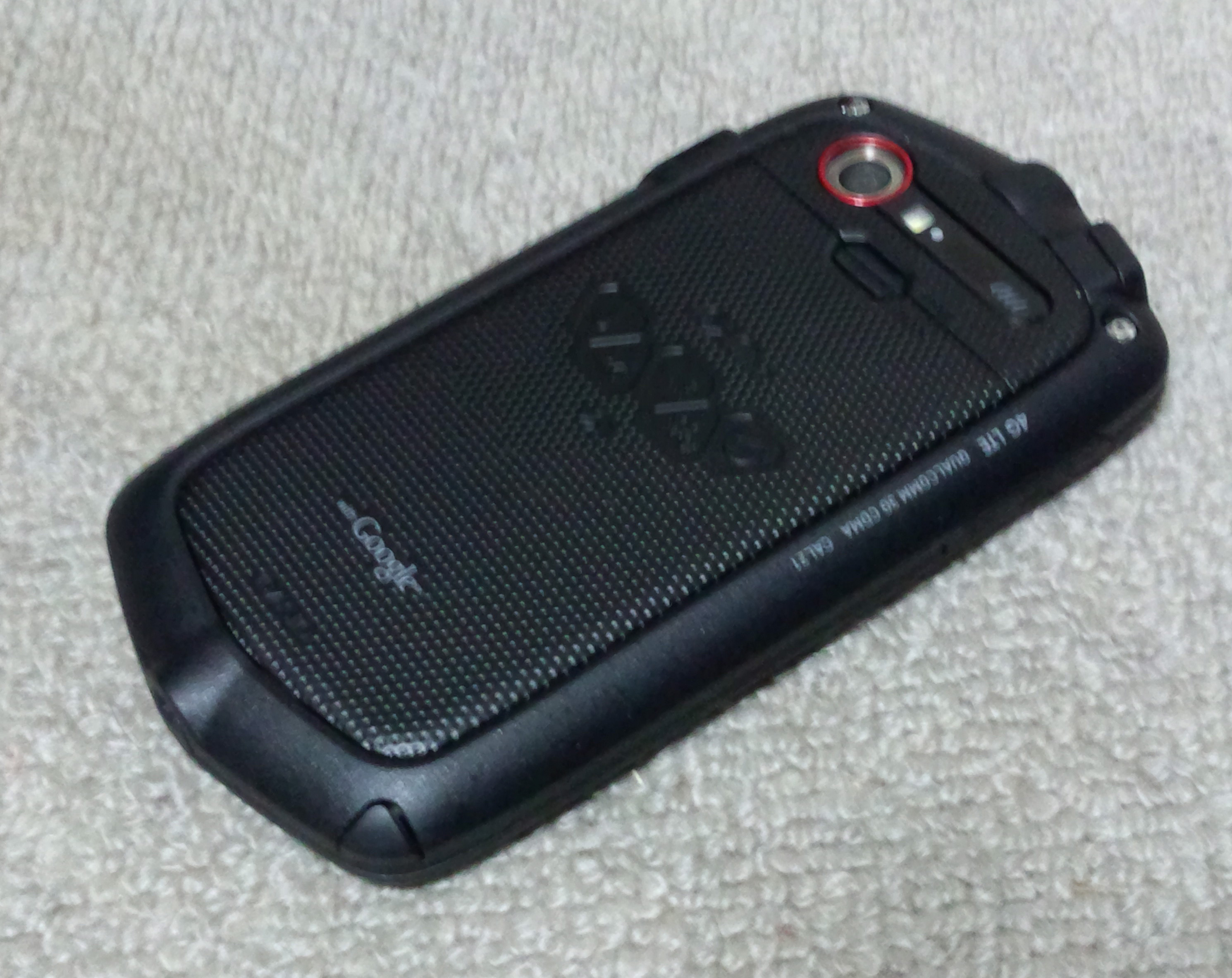
지즈원 블랙 뒷면